# Hervis
Hervis ist eine Sportartikel-Einzelhandelskette und 100%iges Tochterunternehmen der Spar Österreichische Warenhandels-AG mit Sitz in Wals (Salzburg).

## Geschichte
1972 erfolgte die Übernahme der Geschäfte des deutschen Modekaufmannes Hermann Visser durch die österreichische Spar-Gruppe. Der Name Hervis setzt sich dabei aus den Anfangsbuchstaben des Vor- und Nachnamens zusammen. Ein Jahr später wurden zwei Filialen in Innsbruck und in Graz eröffnet, die zunächst reine Modekaufhäuser waren. Erst später wurden Sportartikel in das Sortiment mit aufgenommen. In den 1980er Jahren begann schließlich die Umsetzung des Sport-Fachmarkt-Konzepts durch die Kombination von Sport mit Sportmode und sportiver Freizeitmode. 2004 erfolgte die Gründung des Hervis SportsClubs, der eigenen Angaben nach das modernste CRM-Mittel des österreichischen Sporthandels ist. 2007 wurde ein europaweiter Kundenclub eingeführt. Hervis wurde 2016 mit dem Austrian Retail Innovation Award in der Kategorie „Best Omnichannel Innovation“ ausgezeichnet. Der Handelsverband Österreich prämierte mit der Auszeichnung die erfolgreiche Verknüpfung aller Einkaufskanäle (Geschäftsraum, Online, Mobile) bei Hervis.

## Geschäftsräume

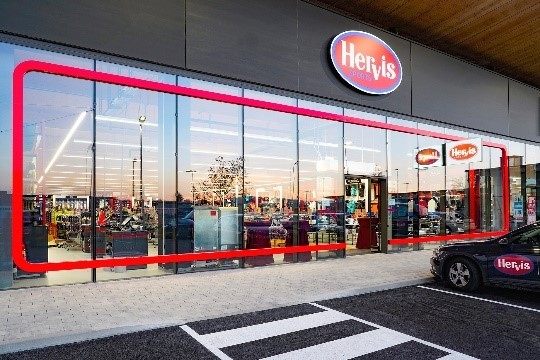
Hervis-Filiale in St. Pölten

Insgesamt betreibt das Unternehmen 240 Hervis Sport-Fachmärkte in sechs Ländern (Stand 2019). Neben den Filialen in Österreich, die den Schwerpunkt von Hervis bilden, gibt es seit 1997 auch Filialen in den Nachbarländern Tschechien, Slowenien sowie in Ungarn und in weiteren Staaten Europas. In Kroatien erfolgte der Markteintritt im Jahr 2006, in Rumänien ist Hervis seit 2007 vertreten. In Garmisch-Partenkirchen eröffnete das Unternehmen am 4. Dezember 2012 die erste deutsche Filiale.